# DEC Multinational Character Set
Das DEC Multinational Character Set (kurz DEC MCS) ist ein Zeichensatz, der von der Digital Equipment Corporation
zur Verwendung mit dem VT220-Terminal (1983) entworfen wurde. Es ist eine 8-Bit-Erweiterung von ASCII mit zusätzlichen Buchstaben mit Akzenten, Währungszeichen und anderen Zeichen, die in 7-Bit-ASCII fehlen.
Solche Erweiterungen von ASCII gab es viele, das Besondere an DEC MCS ist, dass es ein direkter Vorfahre von ISO 8859-1 und damit Unicode ist. Ein Vergleich mit ISO 8859-1 oder den ersten 256 Zeichen von Unicode offenbart die vielen Gemeinsamkeiten.
| Code | …0            | …1            | …2            | …3            | …4            | …5            | …6            | …7            | …8            | …9            | …A            | …B            | …C            | …D            | …E            | …F            |
| ---- | ------------- | ------------- | ------------- | ------------- | ------------- | ------------- | ------------- | ------------- | ------------- | ------------- | ------------- | ------------- | ------------- | ------------- | ------------- | ------------- |
| 0…   | NUL           | SOH           | STX           | ETX           | EOT           | ENQ           | ACK           | BEL           | BS            | HT            | LF            | VT            | FF            | CR            | SO            | SI            |
| 1…   | DLE           | DC1           | DC2           | DC3           | DC4           | NAK           | SYN           | ETB           | CAN           | EM            | SUB           | ESC           | FS            | GS            | RS            | US            |
| 2…   | SP            | !             | "             | #             | $             | %             | &             | '             | (             | )             | *             | +             | ,             | -             | .             | /             |
| 3…   | 0             | 1             | 2             | 3             | 4             | 5             | 6             | 7             | 8             | 9             | :             | ;             | <             | =             | >             | ?             |
| 4…   | @             | A             | B             | C             | D             | E             | F             | G             | H             | I             | J             | K             | L             | M             | N             | O             |
| 5…   | P             | Q             | R             | S             | T             | U             | V             | W             | X             | Y             | Z             | [             | \             | ]             | ^             | _             |
| 6…   | `             | a             | b             | c             | d             | e             | f             | g             | h             | i             | j             | k             | l             | m             | n             | o             |
| 7…   | p             | q             | r             | s             | t             | u             | v             | w             | x             | y             | z             | {             | \|            | }             | ~             | DEL           |
| 8…   | Steuerzeichen | Steuerzeichen | Steuerzeichen | Steuerzeichen | Steuerzeichen | Steuerzeichen | Steuerzeichen | Steuerzeichen | Steuerzeichen | Steuerzeichen | Steuerzeichen | Steuerzeichen | Steuerzeichen | Steuerzeichen | Steuerzeichen | Steuerzeichen |
| 9…   | Steuerzeichen | Steuerzeichen | Steuerzeichen | Steuerzeichen | Steuerzeichen | Steuerzeichen | Steuerzeichen | Steuerzeichen | Steuerzeichen | Steuerzeichen | Steuerzeichen | Steuerzeichen | Steuerzeichen | Steuerzeichen | Steuerzeichen | Steuerzeichen |
| A…   |               | ¡             | ¢             | £             |               | ¥             |               | §             | ¤             | ©             | ª             | «             |               |               |               |               |
| B…   | °             | ±             | ²             | ³             |               | µ             | ¶             | ·             |               | ¹             | º             | »             | ¼             | ½             |               | ¿             |
| C…   | À             | Á             | Â             | Ã             | Ä             | Å             | Æ             | Ç             | È             | É             | Ê             | Ë             | Ì             | Í             | Î             | Ï             |
| D…   |               | Ñ             | Ò             | Ó             | Ô             | Õ             | Ö             | Œ             | Ø             | Ù             | Ú             | Û             | Ü             | Ý             |               | ß             |
| E…   | à             | á             | â             | ã             | ä             | å             | æ             | ç             | è             | é             | ê             | ë             | ì             | í             | î             | ï             |
| F…   |               | ñ             | ò             | ó             | ô             | õ             | ö             | œ             | ø             | ù             | ú             | û             | ü             | ÿ             |               |               |

Unterschiede zu ISO 8859-1